# Форт-Кларк-Спрінгс (Техас)
Форт-Кларк-Спрінгс (англ. Fort Clark Springs) — переписна місцевість (CDP) в США, в окрузі Кінні штату Техас. Населення — 1215 осіб (2020).

## Географія
Форт-Кларк-Спрінгс розташований за координатами 29°17′33″ пн. ш. 100°25′29″ зх. д. / 29.29250° пн. ш. 100.42472° зх. д. (29.292528, -100.424786).  За даними Бюро перепису населення США в 2010 році переписна місцевість мала площу 7,73 км², з яких 7,70 км² — суходіл та 0,03 км² — водойми.

## Демографія
Згідно з переписом 2010 року, у переписній місцевості мешкало 1228 осіб у 598 домогосподарствах у складі 392 родин. Густота населення становила 159 осіб/км².  Було 894 помешкання (116/км²).
Расовий склад населення:
| - 92,6 % — білих - 1,2 % — чорних або афроамериканців - 1,1 % — корінних американців - 0,8 % — азіатів - 2,4 % — осіб інших рас |

До двох чи більше рас належало 1,9 %. Частка іспаномовних становила 20,7 % від усіх жителів.
За віковим діапазоном населення розподілялося таким чином: 15,1 % — особи молодші 18 років, 43,1 % — особи у віці 18—64 років, 41,8 % — особи у віці 65 років та старші. Медіана віку мешканця становила 61,0 року. На 100 осіб жіночої статі у переписній місцевості припадало 96,8 чоловіків;  на 100 жінок у віці від 18 років та старших — 95,0 чоловіків також старших 18 років.
Середній дохід на одне домашнє господарство  становив 44 940 доларів США (медіана — 36 490), а середній дохід на одну сім'ю — 44 931 долар (медіана — 36 635). За межею бідності перебувало 12,4 % осіб, у тому числі 19,9 % дітей у віці до 18 років та 0,0 % осіб у віці 65 років та старших.
Цивільне працевлаштоване населення становило 297 осіб. Основні галузі зайнятості: публічна адміністрація — 29,6 %, транспорт — 22,2 %, освіта, охорона здоров'я та соціальна допомога — 20,2 %.